# Fleetenkieker

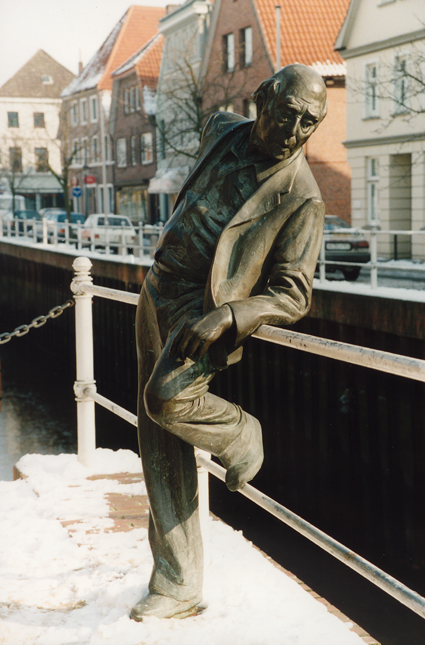
Beispielstatue - Fleethenkieker von Carsten Eggers in Buxtehude

Fleetenkieker war ab dem 16. Jahrhundert in Hamburg die amtliche Bezeichnung für die Mitarbeiter der Düpekommission, die für die Schiffbarkeit und Reinhaltung der Fleete zu sorgen hatten. Durch Verschlickung aber auch private wie gewerbliche Unratentsorgung war die Boots- und Schifffahrt auf den innerstädtischen Wasserwegen oftmals gestört. Ab dem 18. Jahrhundert ging diese Bezeichnung auf die Abfallsammler über, die bei Ebbe die Fleete nach Verwertbarem absuchten. Ab Anfang des 20. Jahrhunderts verschwanden diese meist Verarmten aus dem Stadtbild, zugleich erfolgte eine Romantisierung der Figur des volkstümlichen Fleetenkiekers, der mit hohen Watstiefeln durch die trockengefallenen Kanäle stapft.
Seit 1994 hat sich der Verein De Fleetenkieker – Verein für Umwelt- und Gewässerschutz e. V. das Ziel gesetzt, das Oberflächengewässer und Ufer von Hamburgs Alster und Kanälen von Unrat zu befreien. 1997 konnte er erstmals die Aktion „Hamburg räumt auf“ in Form eines Frühjahrsputzes auf der Alster initiieren. Das vereinseigene Bootshaus stand bis  2014 auf einem Ponton auf der Höhe Kampnagel/Bachstraße im Osterbekkanal. Es handelte sich dabei um das ehemalige Senatsbarkassengestühlshaus von 1926, das im Jahre 1999 mit Unterstützung der Firma Bogdol erneuert wurde. Derzeit ist der Vereinsstandort am Osterbekkanal, Höhe Fußgängerbrücke Kaemmererufer.
Der gemeinnützige Verein organisierte 2001 unter der Schirmherrschaft von Heidi Kabel die Aktion „1000 Hände für eine saubere Alster“. Nach dem Motto „Lernen durch Erleben“ bietet er mit seinen ehrenamtlichen Bootsführern regelmäßig in den Sommermonaten – vor allem Kindern und Jugendlichen ab sechs Jahren – Umweltfahrten auf Hamburgs Kanälen und der Alster an, bei denen aktiv Umweltschutz betrieben wird.
2006 ermöglichte das Vereinsneumitglied Hamburg Wasser die Sanierung der beiden Holzboote Aalweber – benannt nach dem Bürstenbinder Karl Weber und gestiftet 1995 von der HEW-Umweltstiftung – und Zitronenjette – benannt nach der Zitronenverkäuferin Henriette Johanne Marie Müller und gestiftet 1996 von BP.